# Bertho Audifax
Bertho Audifax, né le 5 mars 1946 à Saint-Benoît (La Réunion), est un homme politique français.
Membre de l’UDF puis de l’UMP, il est maire de Saint-Benoît de 2001 à 2008 et député de La Réunion de 2002 à 2007.

## Biographie
Médecin de profession, il est membre du conseil régional de La Réunion dès sa création en 1983.
Bertho Audifax se présente aux élections municipales de 2001, à l’issue desquelles il est élu maire de Saint-Benoît. Il est aussi élu conseiller général de La Réunion lors des élections cantonales qui ont lieu simultanément.
Opposé à Claude Hoarau, il est élu député dans la cinquième circonscription de La Réunion le 16 juin 2002, pour la XIIe législature (2002-2007). Il est membre du groupe UMP à l’Assemblée nationale.
Durant son mandat, il est en 2003 rapporteur sur le syndrome respiratoire aigu sévère (SRAS) en pleine crise de la grippe aviaire. Il le sera de nouveau en 2006, cette fois sur le chikungunya. La même année, il est chargé d’un rapport sur la défiscalisation outre-mer. Il fait venir à cette occasion une délégation de quatre députés à La Réunion, parmi lesquels Hervé Mariton, futur ministre de l’Outre-mer. Bertho Audifax est également porte-parole du projet de loi sur la santé publique en 2004, puis porte-parole du projet de loi de financement de la Sécurité sociale en 2005.
Il est largement battu au second tour des élections législatives de 2007 par le socialiste Jean-Claude Fruteau. Il ne se représente pas face à ce dernier aux élections municipales de 2008 à Saint-Benoît.

## Détail des mandats et fonctions

### À l’Assemblée nationale
- 19 juin 2002 – 19 juin 2007 : député de la 5e circonscription de La Réunion.

### Au niveau local
- 25 février 1983 – 15 mars 1998 : conseiller régional de La Réunion.
- 19 mars 2001 – 13 août 2002 : conseiller général de La Réunion (élu dans le canton de Saint-Benoît-1).
- 24 mars 2001 – 16 mars 2008 : maire de Saint-Benoît.

## Distinctions
- Chevalier de la Légion d'honneur (2011)[7].